# Conseil d'amirauté
Le Conseil d'amirauté, fondé en 1824 et supprimé en 1889, était une instance délibérative française dépendant du ministère de la Marine et des colonies.

## Antécédents historiques
Le Conseil d'amirauté est l'héritier du « Conseil de marine » de l'Ancien Régime, institué par une ordonnance du 3 novembre 1715, réorganisé en 1788 et supprimé par la Révolution française en 1791.
Rétabli par un décret impérial du 24 juillet 1810, le Conseil de marine est à nouveau dissous par la Première Restauration en 1814.

## Une institution ministérielle
Le « Conseil d'amirauté » est institué par une ordonnance royale du 4 août 1824. 
Placé sous la tutelle du ministère de la Marine et des colonies, il délibère à Paris sous la présidence du ministre ou, en son absence, sous l'autorité du vice-président désigné par ce dernier. Il est composé de sept membres choisis parmi les officiers généraux de la Marine, les officiers supérieurs de l'administration de la marine ou les anciens administrateurs des colonies.
Il a pour fonction de donner un avis consultatif sur tous les sujets se rapportant à la législation maritime et coloniale, l'organisation, la direction et l'emploi des armées navales, l'administration des colonies, le service général de la marine et des colonies, les modes d'approvisionnement, les travaux et les constructions maritimes.
Un arrêté du 3 mai 1848 modifie sa dénomination en le rebaptisant « Conseil de l'amirauté ». Il élargit par ailleurs son recrutement et ses prérogatives. Peuvent être appelés à y siéger des officiers en service actif de tous grades, issus soit de la Marine, du Génie maritime ou du Commissariat de la marine. L'élaboration des tableaux d'avancement et d'emploi des officiers de marine et des tableaux de proposition pour la Légion d'honneur entre désormais également dans les attributions du Conseil.
Par un décret du 9 juin 1852, le Second Empire rétablit l'appellation de « Conseil d'amirauté ». Ce texte restreint sa composition en fixant le nombre et la qualité de ses membres, choisis pour trois ans parmi les officiers en service actif des différents corps de la marine. Le Conseil est désormais formé de huit membres titulaires choisis parmi les officiers généraux ou supérieurs, d'un secrétaire et de trois membres adjoints, tous quatre officiers supérieurs. En l'absence du ministre, son président de droit, le Conseil est présidé par l'officier général du grade et de l'ancienneté les plus élevés.

## La fin du Conseil d'amirauté
Le Conseil d'amirauté est dépossédé de ses attributions coloniales par la création du « Conseil supérieur des colonies », institué par un décret du 19 octobre 1883.
D'abord maintenu dans ses seules prérogatives navales, il est finalement supprimé par la mise en place d'un nouvel organisme, le « Conseil supérieur de la Marine », créé par un décret du 5 décembre 1889.

## Sources
- Auguste Jal, Glossaire nautique : Répertoire polyglotte de termes de marine, 1848, volume 1, p. 119.
- Alfred Blanche, Dictionnaire général d'administration, Paris, 1860, p. 278-280.
- Clément de la Roncière-le-Noury, "La marine et l'enquête parlementaire", Revue des Deux Mondes, Vol. 4, No. 6 (15 décembre 1849), pp. 1052-1078.